# Рита Гилдемајстер
Рита Гилдемајстер (Гистров, 6. март 1947) бивша је источнонемачка атлетичарка која се такмичила у скоку увис, два пута сребрна (1,84 м) 1972. у Греноблу  (1,86 м) 1973. у Ротердаму .
Од 1963. до 1973. године Рита Гилдемајстер је сваке године била међу шест најбољих скакачица на првенствима Источне Немачке, али титулу је освојила тек 1965, на отвореном је два пута заузела друго и треће место, а у дворани је била четири пута друга.
Године 1964. одржане су Европске јуниорскењ игре, претече каснијег Европског првенства за јуниоре на којем је Рита Гилдемеистер освојиа титулу са прескоченх 1,63 метра. Године 1967. стартовала је у Прагу на Европским играма у дворани и завршила на четвртом месту на 1,70 м. На Европско првенство у дворани 1972. у Греноблу победила је Рита Шмит са 1,90 м, Рита Гилдемајстер скочила је 1,84 м и завршила на другом месту испред трећепласиране Јорданке Благоеве .
Иако је био четврти на првенству Источне Немачке 1972, Гилдемајстер је уврштена у олимпијску репрезентацију за Олимписке игре 1972. у Минхену са Ритом Шмит и Росемарие Витач. Тамо су 23 скакачице савладале квалификациону висину од 1,76 м, укључујући све три представнице Источне Немачке. Рита Гилдемеистер завршила је на 12. месту у финалу са 1,82 м, Шмит је пета, а Витач седма. На Европском првенству у дворани 1973. у Ротердаму Гилдемајстерова је поново освојила сребро, са 1,86 м знатно заостајући за победницом Благоевом, која је скокила 1,92 м.